# Luis Salom
Luis Jaime Salom Horrach (Palma de Mallorca, 7 de agosto de 1991-San Cugat del Vallés, Barcelona, 3 de junio de 2016), más conocido como Luis Salom, fue un piloto español de motociclismo. Compitió en el Campeonato del Mundo de Motociclismo desde 2009 hasta 2016, resultando subcampeón de la categoría de Moto3 en 2012 y tercero en 2013 con KTM. Corría en la categoría de Moto2 con el equipo SAG Racing Team y falleció a los 24 años tras colisionar en el Circuito de Barcelona-Cataluña durante los entrenamientos del Gran Premio de Cataluña de 2016.
Era primo del piloto de Superbikes David Salom.

## Biografía

### Inicios de su carrera
Nacido en Palma de Mallorca y criado en el barrio de La Indiotería, Salom comenzó a correr en competiciones desde los ocho años, ganando el campeonato de 50 cc en Supermotard. Progresó hasta llegar a campeonatos de 125cc a partir de 2005, se convierte en campeón durante dos años consecutivos, antes de entrar en el campeonato CEV Buckler en 2007.
En su primera temporada completa en el campeonato nacional de motociclismo, Salom terminó séptimo en la serie, con un podio único en Cataluña. También participó en la Red Bull Rookies Cup en 2007, obtuvo el cuarto puesto en el campeonato, gracias a una victoria en Assen y segundo puesto en Jerez. Él continuó en competición en 2008, donde ganó cuatro de las cinco primeras carreras de la temporada, para mantener una ventaja de 13 puntos sobre el piloto JD Beach. Al final terminó segundo detrás de Efrén Vázquez en el campeonato CEV Buckler.

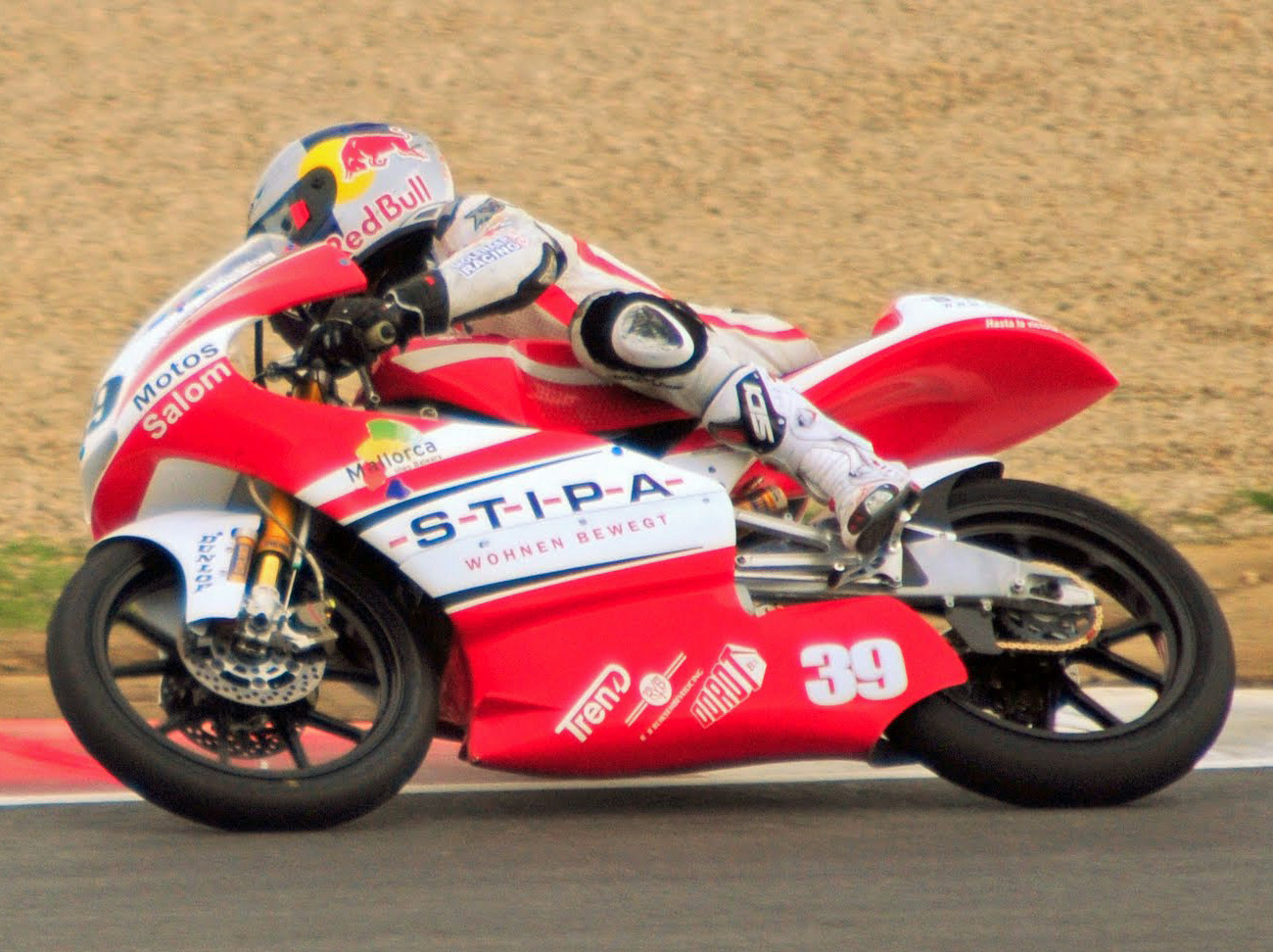
Salom en Silverstone, año 2010.

### Campeonato del Mundo de 125 y Moto3
Salom hizo su debut como comodín en un Gran Premio Español, terminó 23.º. Después de otra aparición comodín en Cataluña, Salom se trasladó al campeonato con un equipo, en sustitución de Simone Corsi en el equipo WRB. En doce carreras, Salom acumuló 21 puntos con la Aprilia, con sexto lugar en Donington siendo su mejor resultado.
Luis cambió de equipo a la Lambretta, para la temporada 2010, pero no estaba conforme con este equipo y se cambió a Stipa-Molenaar Racing para el resto de la temporada, en la que añadiría 71 puntos a su cuenta y terminó 12.º en el campeonato.
Salom ganó su primer Gran Premio en Indianápolis en 2012, superando a Sandro Cortese y Maverick Viñales en una pelea en la última vuelta. La temporada 2013 la ha empezado de forma magistral, adjudicándose la primera carrera del Mundial de Moto3 en Catar el 7 de abril de 2013, por delante de otros 3 españoles, Viñales, Rins y Márquez, copando un magnífico póker en las 4 primeras posiciones de la carrera.
Salom acabó 3.º en el Mundial de Moto3 después de llegar a la última carrera del mundial en el Circuito Ricardo Tormo de Valencia con 2 puntos sobre el segundo clasificado Maverick Viñales y a 5 del tercero Alex Rins con todo por disputarse en esta última carrera de la temporada, ya que el ganador de esta carrera se alzaria con el título de Campeón del Mundo de Moto3, pero la suerte no estaría de parte del joven piloto Mallorquín ya que en el ecuador de la carrera y después de haber tenido una más que bonita lucha con Maverick Viñales se fue al suelo, al final el mundial de Moto3 se lo acabaría llevando Maverick Viñales después de una última curva de infarto donde Maverick Viñales y Alex Rins se jugaron el título. Todo un ejemplo de mala suerte para Salom, ya que en ese mundial de 2013 había sido el piloto con más victorias.

## Fallecimiento
Falleció el 3 de junio de 2016 a los 24 años de edad en el Hospital General de Cataluña. Mientras se encontraba disputando los 2.º libres, en la curva 12 del circuito de Montmeló perdió el control de su moto y se estrelló contra la misma después de que la moto impactara contra las barreras de seguridad. Salom impactó a una velocidad inferior a 200kmh y quedó inconsciente y entró en parada en la pista. Los médicos intentaron reanimarle sobre la pista de la parada cardiorrespiratoria causa del impacto, y aunque se barajó su evacuación del circuito en helicóptero, finalmente decidieron las asistencias especializadas utilizar una ambulancia debido a su delicado estado de salud. Fue trasladado primero al hospital del circuito y desde allí al Hospital General de Cataluña en el mismo medio. Ingresó a las 16:10 h, donde le sometieron a una cirugía para intentar restablecer sus constantes vitales, la cual no superó con éxito. Falleció finalmente a las 16:55 h a causa de los traumatismos del accidente.
El trazado fue modificado con la variante de la F1 una curva más segura y lenta para los pilotos existente en la curva 12 en la que Luis tuvo la salida de pista, decidiendo así los pilotos que se disputaría finalmente la competición posterior a los entrenamientos en homenaje a su compañero de profesión y a las ganas de superación que tienen los pilotos por su carácter y valores.
El domingo 5 de junio, fecha programada en la que los pilotos salían a la pista para competir después de la fatídica sesión de entrenamientos del día 3, se sucedieron múltiples muestras de cariño, apoyo y recuerdo hacia Luis y su familia, siendo una frase la predominante que figuraba en las camisetas que decenas de personas, incluidos todos los pilotos que se subieron al podio en cada una de las tres categorías, se enfundaron para el tributo, que versaba "Siempre estarás en nuestros corazones".
La familia agradeció todas las muestras de afecto y solidaridad de sus compañeros en la pista como de los miembros de su equipo, del paddock, amigos, deportistas y aficionados, al igual que a todo el equipo médico y personal que atendió a Luis desde que sufrió el accidente y que hicieron todo lo posible por mantenerlo con nosotros.
El domingo 5 de junio, después de la carrera se conoció la causa del accidente que provocó la muerte de Luis gracias a la telemetría que ofreció el equipo al que pertenecía. Luis llegó a la referencia de frenada 6 km/h más lento que en su vuelta rápida, según la telemetría, a causa de una aceleración menor al salir de la curva 11, y debido a esta menor velocidad frenó nueve metros más tarde para mantener una correcta velocidad de paso por curva. En la entrada de esta curva existe una irregularidad en el asfalto conocida por todos los pilotos (bache) que por el retraso en la frenada provocó que, al pasar por encima de dicha irregularidad, Luis mantuviese el freno accionado, a diferencia de la mayoría de las vueltas previas, en las que ya había soltado el freno en dicho punto.

## Resultados en el Campeonato del Mundo
Sistema de puntuación de 1993 hasta 2022:
| Posición | 1.º | 2.º | 3.º | 4.º | 5.º | 6.º | 7.º | 8.º | 9.º | 10.º | 11.º | 12.º | 13.º | 14.º | 15.º |
| Puntos   | 25  | 20  | 16  | 13  | 11  | 10  | 9   | 8   | 7   | 6    | 5    | 4    | 3    | 2    | 1    |

### Por temporada
| Temp. | Cat.  | Moto    | Carreras | Victorias | Podios | Poles | V.Ráp. | Pos. | Pts. |
| ----- | ----- | ------- | -------- | --------- | ------ | ----- | ------ | ---- | ---- |
| 2009  | 125cc | Aprilia | 12       | 0         | 0      | 0     | 0      | 22.º | 21   |
| 2010  | 125cc | Aprilia | 16       | 0         | 0      | 0     | 0      | 12.º | 72   |
| 2011  | 125cc | Aprilia | 15       | 0         | 2      | 0     | 0      | 8.º  | 116  |
| 2012  | Moto3 | KTM     | 17       | 2         | 8      | 0     | 1      | 2.º  | 214  |
| 2013  | Moto3 | KTM     | 17       | 7         | 12     | 4     | 5      | 3.º  | 302  |
| 2014  | Moto2 | Kalex   | 18       | 0         | 2      | 0     | 1      | 8.º  | 85   |
| 2015  | Moto2 | Kalex   | 17       | 0         | 0      | 0     | 0      | 13.º | 80   |
| 2016  | Moto2 | Kalex   | 6        | 0         | 1      | 0     | 0      | 19.º | 37   |
| Total |       |         | 113      | 9         | 25     | 4     | 7      |      | 910  |

### Carreras por año
| Año  | Cat.  | Moto    | 1       | 2       | 3      | 4       | 5       | 6       | 7       | 8       | 9       | 10      | 11      | 12      | 13     | 14      | 15      | 16      | 17     | 18    | Pos. | Pts. |
| ---- | ----- | ------- | ------- | ------- | ------ | ------- | ------- | ------- | ------- | ------- | ------- | ------- | ------- | ------- | ------ | ------- | ------- | ------- | ------ | ----- | ---- | ---- |
| 2009 | 125cc | Aprilia | QAT     | JAP     | ESP 21 | FRA     | ITA     | CAT Ret | HOL 16  | ALE 13  | GBR 6   | CZE Ret | IND 13  | RSM 21  | POR 15 | AUS 19  | MAL 15  | VAL 13  |        |       | 21.º | 22   |
| 2010 | 125cc | Aprilia | QAT Ret | ESP 15  | FRA 10 | ITA DNS | GBR Ret | NED 8   | CAT Ret | GER Ret | CZE 10  | IND 12  | SMR Ret | ARA 10  | JPN 8  | MAL 8   | AUS 8   | POR 5   | VAL 10 |       | 12.º | 72   |
| 2011 | 125cc | Aprilia | QAT 8   | ESP Ret | POR 8  | FRA 10  | CAT Ret | GBR 4   | NED 2   | ITA 6   | GER 5   | CZE DNS | IND     | SMR Ret | ARA 5  | JPN 23  | AUS 2   | MAL Ret | VAL 7  |       | 8.º  | 116  |
| 2012 | Moto3 | KTM     | QAT 4   | ESP 2   | POR 3  | FRA Ret | CAT 10  | GBR 2   | NED 4   | GER 3   | ITA Ret | IND 1   | CZE 2   | SMR 2   | ARA 1  | JPN Ret | MAL 4   | AUS 15  | VAL 10 |       | 2.º  | 214  |
| 2013 | Moto3 | KTM     | QAT 1   | AME 3   | ESP 2  | FRA 3   | ITA 1   | CAT 1   | NED 1   | GER 2   | IND 5   | CZE 1   | GBR 1   | SMR 4   | ARA 4  | MAL 1   | AUS 3   | JPN Ret | VAL 14 |       | 3.º  | 302  |
| 2014 | Moto2 | Kalex   | QAT 14  | AME Ret | ARG 3  | ESP 6   | FRA 5   | ITA 2   | CAT Ret | NED 15  | GER 14  | IND 26  | CZE Ret | GBR 19  | RSM 15 | ARA 13  | JPN 15  | AUS 17  | MAL 11 | VAL 4 | 8.º  | 85   |
| 2015 | Moto2 | Kalex   | QAT Ret | AME 27  | ARG 11 | ESP 7   | FRA Ret | ITA 5   | CAT 5   | NED DNS | GER 17  | IND 16  | CZE 9   | GBR 17  | RSM 9  | ARA Ret | JPN Ret | AUS 6   | MAL 6  | VAL 6 | 13.º | 80   |
| 2016 | Moto2 | Kalex   | QAT 2   | ARG 15  | AME 13 | ESP 9   | FRA 10  | ITA Ret | CAT DNS | NED     | ALE     | AUT     | CZE     | GBR     | SMR    | ARA     | JPN     | AUS     | MAL    | VAL   | 19.º | 37   |

| Color     | Resultado                                                               |
| --------- | ----------------------------------------------------------------------- |
| Oro       | Ganador                                                                 |
| Plata     | 2.ª plaza                                                               |
| Bronce    | 3.ª plaza                                                               |
| Verde     | Finalizó en los puntos                                                  |
| Azul      | Finalizó sin puntos                                                     |
| Azul      | NC - No clasificado                                                     |
| Violeta   | Ret - No terminó (Carrera)                                              |
| Rojo      | DNQ - No se clasificó                                                   |
| Negro     | DSQ - Descalificado                                                     |
| Blanco    | DNS - No empezó (carrera)                                               |
| Blanco    | WD - Retirado (fin de semana)                                           |
| Blanco    | C - Carrera cancelada                                                   |
| Sin color | DNP - Inscrito pero no participó                                        |
| Sin color | INJ - Lesionado                                                         |
| Sin color | EX - Excluido                                                           |
| Estado    | Resultado                                                               |
| Negrita   | Pole position                                                           |
| Cursiva   | Vuelta rápida                                                           |
| †         | Abandona, pero clasifica al completar el porcentaje requerido para ello |